# Eleccions a l'Assemblea de Madrid de maig de 2003
Les eleccions a l'Assemblea de Madrid de maig de 2003 es van celebrar a la Comunitat de Madrid el diumenge 25 de maig, d'acord amb el decret de convocatòria disposat el 31 de març i publicat al Butlletí Oficial de la Comunitat de Madrid l'1 d'abril. Es van elegir els 111 diputats de la vi legislatura de l'Assemblea de Madrid, a través d'un sistema proporcional amb llistes tancades i una barrera electoral del 5 %.
Els comicis van atorgar 55 diputats al Partit Popular, 47 al Partit Socialista Obrer Espanyol i 9 a Esquerra Unida de la Comunitat de Madrid. La impossibilitat de formació de govern per l'escàndol de transfuguisme de 2 diputats socialistes conegut com a Tamayazo va conduir a la celebració d'unes noves eleccions al octubre de 2003.

## Resultats
Tres candidatures van obtenir representació parlamentària: la candidatura del Partit Popular (PP) encapçalada per Esperanza Aguirre va obtenir una majoria simple 55 escons, enfront dels 47 escons de la candidatura del Partit Socialista Obrer Espanyol (PSOE) encapçalada per Rafael Simancas i els 9 escons de la candidatura d'Esquerra Unida de la Comunitat de Madrid (IU-CM), encapçalada per Fausto Fernández. Els resultats complets es detallen a continuació:
| Candidatura                                                | Candidatura                                                | Vots      | %                     | Escons                |
| ---------------------------------------------------------- | ---------------------------------------------------------- | --------- | --------------------- | --------------------- |
|                                                            | Partit Popular (PP)                                        | 1.429.890 | 46,67                 | 55                    |
|                                                            | Partit Socialista Obrer Espanyol (PSOE)                    | 1.225.390 | 39,99                 | 47                    |
|                                                            | Esquerra Unida de la Comunitat de Madrid (IU-CM)           | 235.428   | 7,68                  | 9                     |
| Els Verds (LV)                                             | Els Verds (LV)                                             | 42.322    | 1,38                  | 0                     |
| Els Verds de la Comunitat de Madrid (LVCM)                 | Els Verds de la Comunitat de Madrid (LVCM)                 | 28.207    | 0,92                  | 0                     |
| Centre Democràtic i Social (CDS)                           | Centre Democràtic i Social (CDS)                           | 6.696     | 0,22                  | 0                     |
| La Falange (FE)                                            | La Falange (FE)                                            | 4.047     | 0,13                  | 0                     |
| Partit Família i Vida (PFyV)                               | Partit Família i Vida (PFyV)                               | 3.994     | 0,13                  | 0                     |
| Partit Demòcrata Espanyol (PADE)                           | Partit Demòcrata Espanyol (PADE)                           | 3.533     | 0,12                  | 0                     |
| Democràcia Nacional (DN)                                   | Democràcia Nacional (DN)                                   | 3.285     | 0,11                  | 0                     |
| Partit Humanista (PH)                                      | Partit Humanista (PH)                                      | 2.712     | 0,09                  | 0                     |
| Partit Comunista dels Pobles d'Espanya (PCPE)              | Partit Comunista dels Pobles d'Espanya (PCPE)              | 2.491     | 0,08                  | 0                     |
| Falange Espanyola Independent-Falange 2000 (FEI-FE)        | Falange Espanyola Independent-Falange 2000 (FEI-FE)        | 2.448     | 0,08                  | 0                     |
| Esquerra Republicana (IR)                                  | Esquerra Republicana (IR)                                  | 2.342     | 0,08                  | 0                     |
| Partit de l'Associació de Vídues i Esposes Legals (PAVIEL) | Partit de l'Associació de Vídues i Esposes Legals (PAVIEL) | 2.210     | 0,07                  | 0                     |
| Partit Regional Independent Madrileny (PRIM)               | Partit Regional Independent Madrileny (PRIM)               | 2.096     | 0,07                  | 0                     |
| Partit "Unitat Ciutadana" (PUC)                            | Partit "Unitat Ciutadana" (PUC)                            | 1.943     | 0,06                  | 0                     |
| Terra Comunera-Partit Nacionalista Castellà (TC-PNC)       | Terra Comunera-Partit Nacionalista Castellà (TC-PNC)       | 1.776     | 0,06                  | 0                     |
| Una Altra Democràcia És Possible (ODEP)                    | Una Altra Democràcia És Possible (ODEP)                    | 1.749     | 0,06                  | 0                     |
| Esquerra Castellana (IzCa)                                 | Esquerra Castellana (IzCa)                                 | 1.119     | 0,04                  | 0                     |
| Vots en blanc                                              | Vots en blanc                                              | 60.942    | 1,98                  | n/a                   |
| Vots vàlids                                                | Vots vàlids                                                | 1.632.042 | 100,00                | 111                   |
| Vots nuls                                                  | Vots nuls                                                  | 13.972    | Participació: 69,27 % | Participació: 69,27 % |
| Votants                                                    | Votants                                                    | 3.078.052 | Participació: 69,27 % | Participació: 69,27 % |
| Electors                                                   | Electors                                                   | 4.443.533 | Participació: 69,27 % | Participació: 69,27 % |

## Diputats escollits
Relació de diputats proclamats electes:
| No. | Nom                                   | Llista | Llista |
| --- | ------------------------------------- | ------ | ------ |
| 1   | Esperanza Aguirre Gil de Biedma       |        | PP     |
| 2   | Rafael Simancas Simancas              |        | PSOE   |
| 3   | Miguel Ángel Villanueva González      |        | PP     |
| 4   | Inés Alberdi Alonso                   |        | PSOE   |
| 5   | Juan José Güemes Barrios              |        | PP     |
| 6   | Pedro Feliciano Sabando Suárez        |        | PSOE   |
| 7   | Concepción Dancausa Treviño           |        | PP     |
| 8   | Ruth Porta Cantoni                    |        | PSOE   |
| 9   | Beatriz Elorriaga Pisarik             |        | PP     |
| 10  | Carlos Westendorp Cabeza              |        | PSOE   |
| 11  | Alberto López Viejo                   |        | PP     |
| 12  | Fausto Fernández Díaz                 |        | IU-CM  |
| 13  | Antonio Germán Beteta Barreda         |        | PP     |
| 14  | María Helena Almazán Vicario          |        | PSOE   |
| 15  | Francisco José Granados Lerena        |        | PP     |
| 16  | Francisco Cabaco López                |        | PSOE   |
| 17  | Luis Eduardo Cortés Muñoz             |        | PP     |
| 18  | María Encarnación Moya Nieto          |        | PSOE   |
| 19  | Rosa María Posada Chapado             |        | PP     |
| 20  | José Antonio Díaz Martínez            |        | PSOE   |
| 21  | María Paloma Adrados Gautier          |        | PP     |
| 22  | María Soledad Mestre García           |        | PSOE   |
| 23  | Luis Peral Guerra                     |        | PP     |
| 24  | Eduardo Cuenca Cañizares              |        | IU-CM  |
| 25  | José Manuel Franco Pardo              |        | PSOE   |
| 26  | María Carmen Álvarez-Arenas Cisneros  |        | PP     |
| 27  | José Ignacio Echániz Salgado          |        | PP     |
| 28  | María Ángeles Martínez Herrando       |        | PSOE   |
| 29  | Luis Manuel Partida Brunete           |        | PP     |
| 30  | Eduardo Tamayo Barrena                |        | PSOE   |
| 31  | María Gador Ongil Cores               |        | PP     |
| 32  | María Isabel Manzano Martínez         |        | PSOE   |
| 33  | José Ignacio Echeverría Echániz       |        | PP     |
| 34  | José Carmelo Cepeda García            |        | PSOE   |
| 35  | Juan Van-Halen Acedo                  |        | PP     |
| 36  | Miguel Ángel Reneses González Solares |        | IU-CM  |
| 37  | Antonio Chazarra Montiel              |        | PSOE   |
| 38  | Fernando Martínez Vidal               |        | PP     |
| 39  | Ana María Arroyo Veneroso             |        | PSOE   |
| 40  | María Cristina Cifuentes Cuencas      |        | PP     |
| 41  | Juan Soler-Espiauba Gallo             |        | PP     |
| 42  | Modesto Nolla Estrada                 |        | PSOE   |
| 43  | Pedro Muñoz Abrines                   |        | PP     |
| 44  | Francisco Hernández Ballesteros       |        | PSOE   |
| 45  | Paloma Martín Martín                  |        | PP     |
| 46  | Lucila María Corral Ruiz              |        | PSOE   |
| 47  | Sylvia Enseñat de Carlos              |        | PP     |
| 48  | Caridad García Álvarez                |        | IU-CM  |
| 49  | Francisco Contreras Lorenzo           |        | PSOE   |
| 50  | Luis del Olmo Flórez                  |        | PP     |
| 51  | Jorge Gómez Moreno                    |        | PSOE   |
| 52  | Regino García-Badell Arias            |        | PP     |
| 53  | María Patrocinio las Heras Pinilla    |        | PSOE   |
| 54  | José María Federico Corral            |        | PP     |
| 55  | María Isabel Martínez-Cubells Yraola  |        | PP     |
| 56  | Francisco Javier Gómez Gómez          |        | PSOE   |
| 57  | Álvaro Ramón Renedo Sedano            |        | PP     |
| 58  | Óscar José Monterrubio Rodríguez      |        | PSOE   |
| 59  | Elena de Utrilla Palombi              |        | PP     |
| 60  | Carmen García Rojas                   |        | PSOE   |
| 61  | Margarita María Ferré Luparia         |        | IU-CM  |
| 62  | Francisco Javier Rodríguez Rodríguez  |        | PP     |
| 63  | Eustaquio Giménez Molero              |        | PSOE   |
| 64  | Jesús Fermosel Díaz                   |        | PP     |
| 65  | Andrés Rojo Cubero                    |        | PSOE   |
| 66  | David Pérez García                    |        | PP     |
| 67  | Alicia Acebes Carabaño                |        | PSOE   |
| 68  | Benjamín Martín Vasco                 |        | PP     |
| 69  | María Carmen Rodríguez Flores         |        | PP     |
| 70  | Eduardo Sánchez Gatell                |        | PSOE   |
| 71  | Álvaro Moraga Valiente                |        | PP     |
| 72  | Rafael Gómez Montoya                  |        | PSOE   |
| 73  | Jorge García Castaño                  |        | IU-CM  |
| 74  | Isabel Gema González González         |        | PP     |
| 75  | María Paz Martín Lozano               |        | PSOE   |
| 76  | Concepción Lostau Martínez            |        | PP     |
| 77  | Marcos Sanz Agüero                    |        | PSOE   |
| 78  | Francisco de Borja Sarasola Jáudenes  |        | PP     |
| 79  | Antonio Fernández Gordillo            |        | PSOE   |
| 80  | Pilar Busó Borús                      |        | PP     |
| 81  | María Maravillas Martínez Doncel      |        | PSOE   |
| 82  | Laura de Esteban Martín               |        | PP     |
| 83  | Eduardo Oficialdegui Alonso de Celada |        | PP     |
| 84  | Alejandro Fernández Martín            |        | PSOE   |
| 85  | Luis Suárez Machota                   |        | IU-CM  |
| 86  | Sonsoles Trinidad Aboín Aboín         |        | PP     |
| 87  | Juan Antonio Ruiz Castillo            |        | PSOE   |
| 88  | Colomán Trabado Pérez                 |        | PP     |
| 89  | María Rosa de la Rosa Ignacio         |        | PSOE   |
| 90  | Jesús Adriano Valverde Bocanegra      |        | PP     |
| 91  | Enrique Echegoyen Vera                |        | PSOE   |
| 92  | María Isabel Redondo Alcaide          |        | PP     |
| 93  | Adolfo Piñedo Simal                   |        | PSOE   |
| 94  | Pablo Morillo Casals                  |        | PP     |
| 95  | María Dolores Rodríguez Gabucio       |        | PSOE   |
| 96  | María Pilar Liébana Montijano         |        | PP     |
| 97  | José Guillermo Fernando Marín Calvo   |        | IU-CM  |
| 98  | Carlos Clemente Aguado                |        | PP     |
| 99  | María Antonia García Fernández        |        | PSOE   |
| 100 | Oliva Cristina García Robredo         |        | PP     |
| 101 | Francisco Garrido Hernández           |        | PSOE   |
| 102 | Jacobo Ramón Beltrán Pedreira         |        | PP     |
| 103 | José Luis García Sánchez              |        | PSOE   |
| 104 | Federico Jiménez de Parga Maseda      |        | PP     |
| 105 | Adolfo Navarro Muñoz                  |        | PSOE   |
| 106 | Francisco de Borja Carabante Muntada  |        | PP     |
| 107 | María Teresa Sáez Laguna              |        | PSOE   |
| 108 | José Cabrera Orellana                 |        | PP     |
| 109 | María de los Reyes Montiel Mesa       |        | IU-CM  |
| 110 | Pedro García-Blanco Saceda            |        | PSOE   |
| 111 | Pablo Abejas Juárez                   |        | PP     |